# ランシング・ラグナッツ

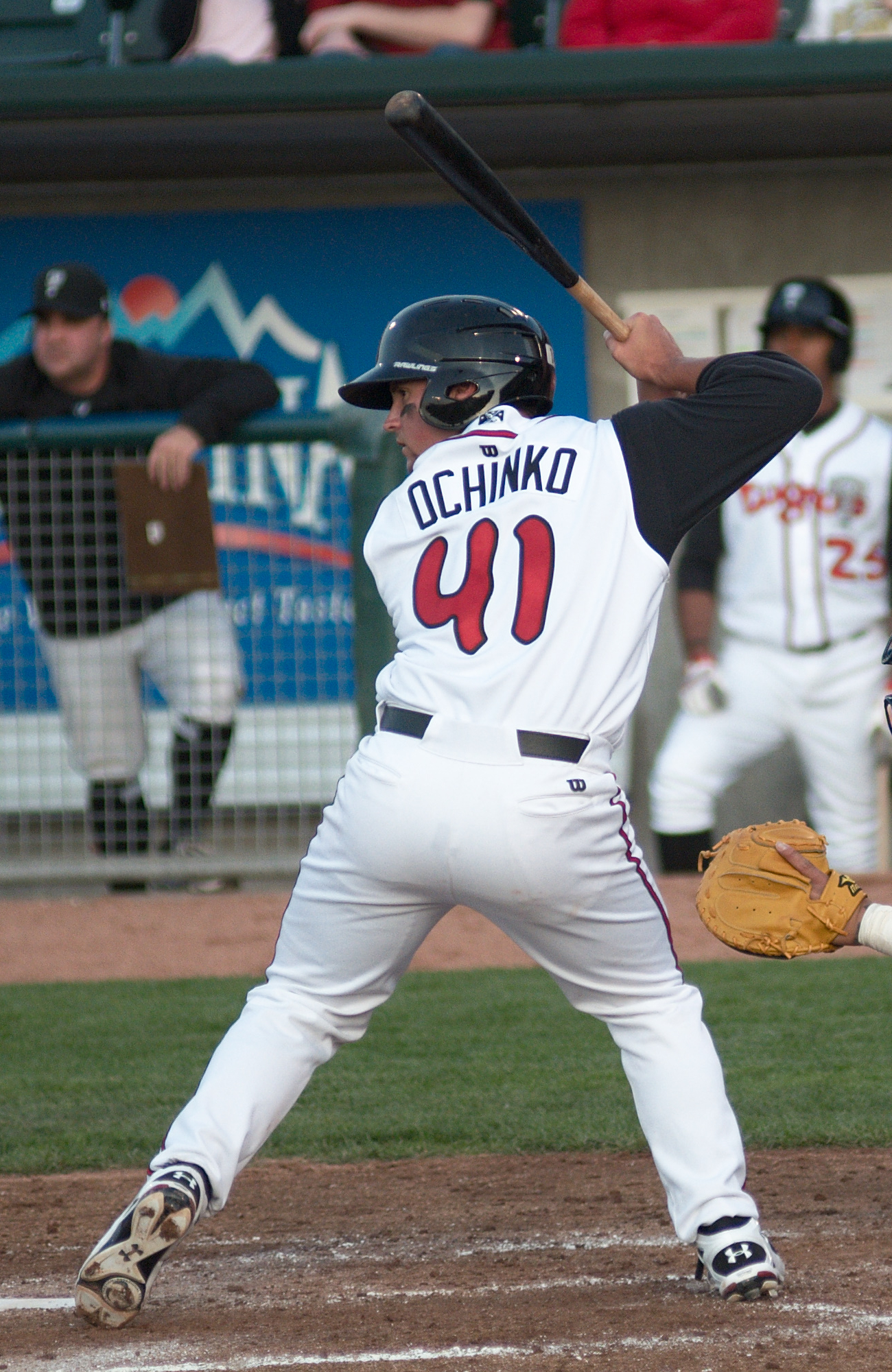
ショーン・オチンコ（2010年）

ランシング・ラグナッツ（Lansing Lugnuts）は、アメリカ合衆国ミシガン州ランシングを本拠地とするマイナーリーグの野球チーム。アスレチックス傘下（2021年以降）のA級チームで、ミッドウェストリーグ東部地区に所属している。本拠地球場はクーリー・ロースクール・スタジアム（Cooley Law School Stadium）。
チーム名の「ラグナッツ」はネジのナット（Lug nut）のことで、チームロゴも「t」の部分がネジになっている。球団マスコットは「Big Lug」（鼻にナット）。
1996年から1998年までカンザスシティ・ロイヤルズ傘下、1999年から2004年までシカゴ・カブス傘下で、2005年からブルージェイズ傘下となった。
1997年と2003年にリーグ優勝を果たした。

## 過去に所属していた選手
- ケビン・エイピアー
- カルロス・ベルトラン
- ランス・カーター
- ライアン・デンプスター
- チャド・ダービン
- ホセ・サンティアゴ
- キコ・カレーロ
- フアン・クルーズ
- フアン・ブリトー
- 崔煕渉
- ジョン・レスター
- ロッキー・チェリー
- コーリー・パターソン
- リッチ・ヒル
- セルジオ・ミトレ
- ケイシー・ジャンセン
- トッド・ウェルマイヤー
- マーク・プライアー
- ライアン・テリオ
- ロニー・セデーニョ
- カルロス・ザンブラーノ
- アンドリュー・シスコ
- カーティス・シグペン
- フェリックス・ピーエイ
- トラビス・スナイダー
- ショーン・オチンコ
- チャド・ベック
- ノア・シンダーガード